# Rybitwa rzeczna
Rybitwa rzeczna, rybitwa zwyczajna (Sterna hirundo) – gatunek średniego ptaka wędrownego z rodziny mewowatych (Laridae).

## Zasięg występowania
Rybitwa rzeczna zamieszkuje większość Eurazji i Ameryki Północnej oraz północną i północno-zachodnią Afrykę. Wędrowna, przeloty w IV – V i VII – IX. Zimuje na wybrzeżach Afryki, Ameryki Środkowej i Ameryki Południowej (aż po Falklandy), południowej i południowo-wschodniej Azji oraz Australazji.
W Polsce nieliczny ptak lęgowy na niżu. Lokalnie, na nieuregulowanych odcinkach dużych rzek, może być liczna. Jest najliczniejszym gatunkiem lęgowym rybitwy w Polsce.

## Charakterystyka
Wygląd zewnętrznySmukła sylwetka, z wąskimi, ostro zakończonymi skrzydłami i dość długim, głęboko rozwidlonym ogonem. Brak wyraźnego dymorfizmu płciowego. W szacie godowej wierzch głowy i kark czarne, grzbiet i skrzydła popielate, końce lotek drugorzędowych ciemniejsze. Reszta ciała biała. Dziób sztyletowaty, czerwony z czarnym końcem. Między dziobem a czapeczką wyraźna biała linia. Nogi dość krótkie, czerwone. W upierzeniu spoczynkowym (od lipca–sierpnia) czoło białe, wierzch głowy jasny z cętkami, nad okiem ciemna plama; nogi czerwone, dziób czarny. Osobniki młodociane podobne do dorosłych w szacie spoczynkowej, jednak ich grzbiet pokrywa brązowawy rysunek, a okolice kości ramiennych są ciemne.
Rybitwa rzeczna jest bardzo podobna do rybitwy popielatej – ma jednak dłuższe nogi i dziób, szersze skrzydła oraz nieco większą głowę i bardziej płaskie czoło. Dziób rybitwy popielatej jest jednobarwny (czerwony bez czarnego końca), a zewnętrzne sterówki – nieco dłuższe niż u rybitwy rzecznej. Ponadto brzuch i pierś rybitwy rzecznej mają jaśniejszy odcień.
Rozmiarydługość ciała ok. 32–38 cm, rozpiętość skrzydeł ok. 72–98 cm
Masa ciałaok. 100–140 g
GłosW locie: ostre, twarde „kik”. Głos ostrzegawczy: przeciągłe, zgrzytliwe „krriee”. Na lęgowiskach: głośne, dźwięczne, przeciągłe „krrii”, szybkie „kirri-kirri-kirri” lub „kje-kje-kje”.
Długość życiaObrączkowane ptaki dożywały ponad 25 lat. Śmiertelność osobników dorosłych jest niska (kilka–kilkanaście procent), natomiast bardzo wysoka wśród piskląt.

## Środowisko
Wybrzeża mórz, zalewy i delty rzek oraz piaszczyste brzegi dużych rzek i jezior. Zasiedla również stawy rybne, zbiorniki retencyjne, żwirownie itp. Spotykana od poziomu morza do 4000 m n.p.m.

## Pożywienie
Ryby, niekiedy również skorupiaki i owady. Żeruje, nurkując z powietrza.

## Lęgi
W ciągu roku wyprowadza jeden lęg, w kwietniu–czerwcu.
GniazdoNa płaskich, nieporośniętych (lub bardzo słabo porośniętych) roślinnością terenach: piaszczystych łachach, żwirowych lub muszlowych brzegach rzek, jezior i mórz. Składa jaja w niewielkim dołku w piasku, wysłanym jedynie pojedynczymi kamyczkami lub muszelkami. Gniazduje samotnie lub w kilkutysięcznych koloniach. Zasiedla także przygotowane przez człowieka platformy lęgowe.
JajaSkłada 2–3 jaja.
WysiadywanieJaja wysiadywane są przez okres 22–28 dni przez obydwoje rodziców.
PisklętaPisklęta przebywają w pobliżu gniazda tylko przez pierwszych kilka dni, następnie biegają i pływają w okolicy, utrzymując z rodzicami kontakt głosowy. Uzyskują zdolność do lotu w wieku około 4 tygodni. Dojrzałość płciową osiągają zwykle w wieku 4 lat (niekiedy wcześniej).

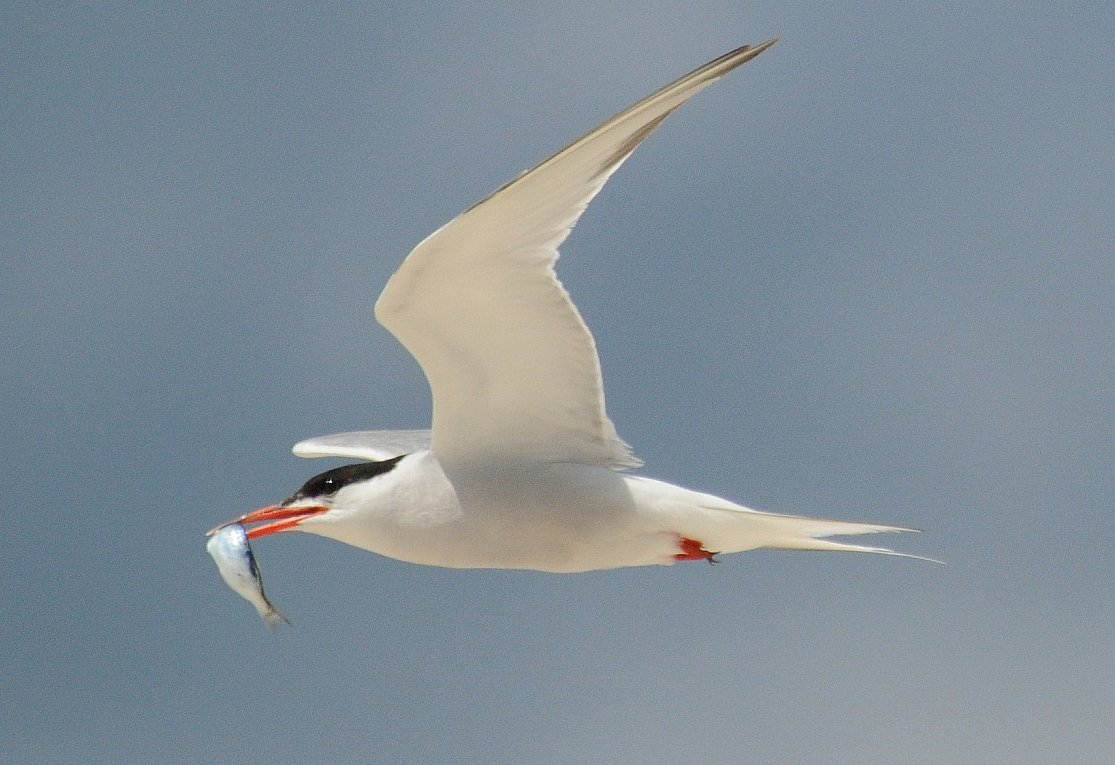
W locie ze złowioną rybą
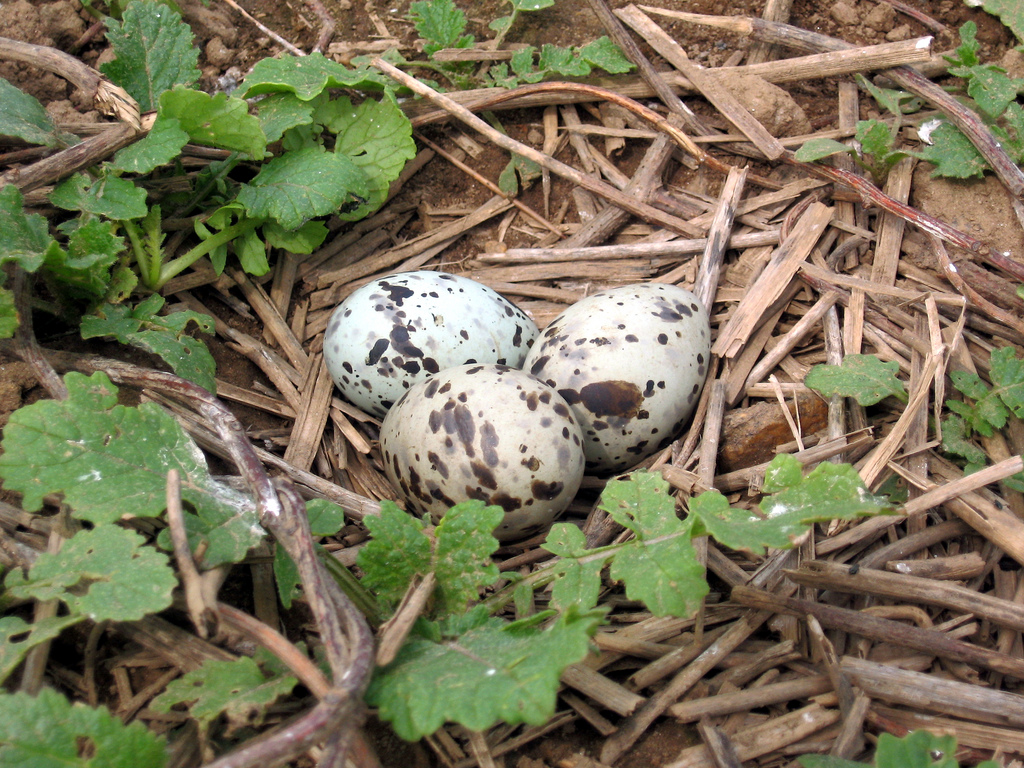
Gniazdo z jajami (Great Gull Island, USA)
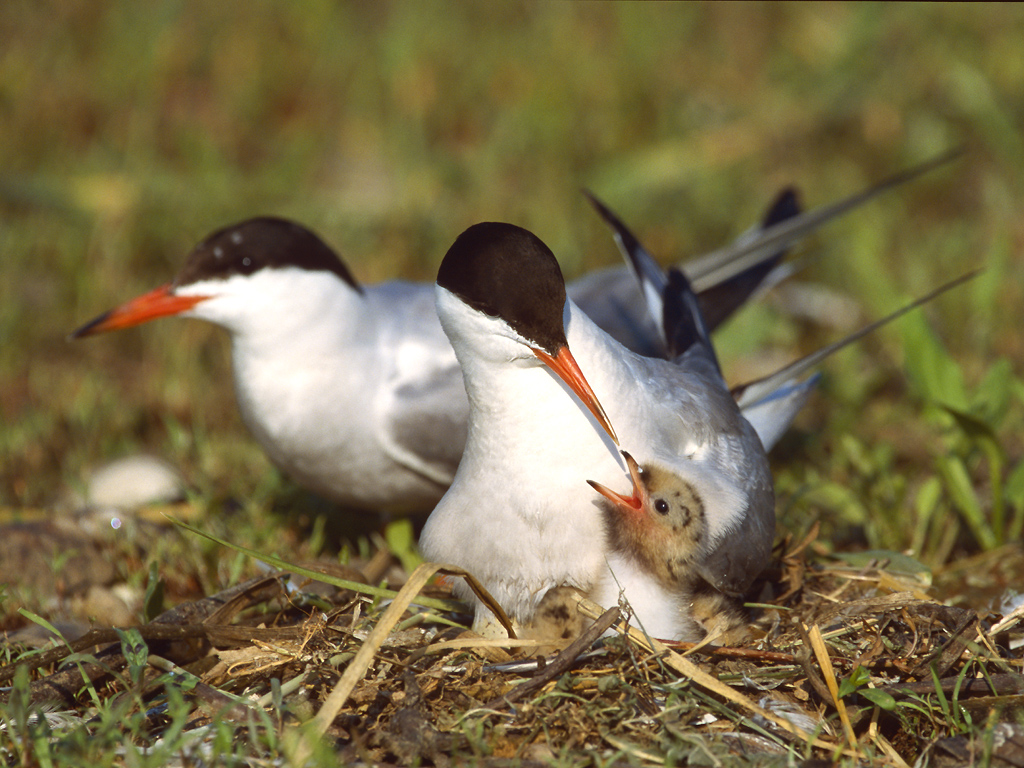
Rybitwy rzeczne na gnieździe
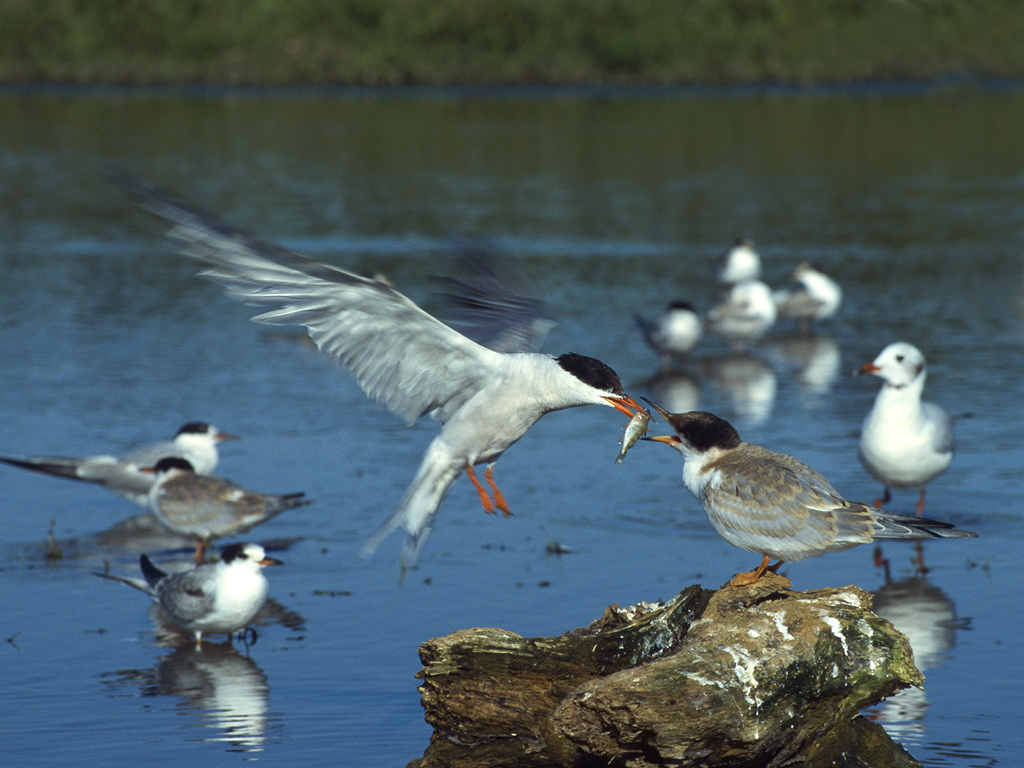
Karmienie młodych

## Status, zagrożenia i ochrona
Międzynarodowa Unia Ochrony Przyrody (IUCN) uznaje rybitwę rzeczną za gatunek najmniejszej troski (LC – least concern) nieprzerwanie od 1988 roku. Liczebność światowej populacji, według szacunków organizacji Wetlands International z 2015 roku, mieści się w przedziale 1,6–3,6 miliona osobników. Ogólny trend liczebności populacji nie jest znany.
W Polsce objęta ochroną gatunkową ścisłą, wymaga ochrony czynnej. Liczebność populacji lęgowej na terenie kraju w latach 2013–2018 szacowano na 6000–8000 par. Na Czerwonej liście ptaków Polski rybitwa rzeczna sklasyfikowana została jako gatunek najmniejszej troski (LC). Podczas lęgów zagrożeniem dla tych ptaków może być nadmierne niepokojenie przez ludzi lub drapieżniki – jaja rybitw zbyt długo pozostają wówczas bez opieki, co naraża je na przegrzanie w nasłonecznionym piasku. Lęgi mogą zostać zniszczone również w wyniku powodzi i okresowych wahań poziomu wody w stawach lub zbiornikach retencyjnych.

## Podgatunki
| Wyróżniane podgatunki            | Wyróżniane podgatunki |
| -------------------------------- | --- |
| S. h. hirundo Linnaeus, 1758     | Podgatunek nominatywny. Europa, Bliski Wschód i strefa klimatów umiarkowanych Azji, aż po Jenisej, Ameryka Północna i północna część Ameryki Południowej, Afryka Północna i Zachodnia, wyspy północnego Atlantyku. Zimuje na południe od Zwrotnika Raka. |
| S. h. minussensis Sushkin, 1925  | Azja Środkowa przez Zabajkale po północną Mongolię i południowy Tybet. Zimuje głównie na północnych wybrzeżach Oceanu Indyjskiego. |
| S. h. tibetana H. Saunders, 1876 | Od zachodniej Mongolii po Kaszmir, Tybet i Syczuan, preferuje tereny położone na dużej wysokości. Zimuje zasadniczo na wschodnich wybrzeżach Oceanu Indyjskiego. Jest nieco ciemniejsza, o krótszym dziobie.                                             |
| S. h. longipennis Nordmann, 1835 | Daleki Wschód od Kamczatki po Mandżurię. Zimuje w Azji Południowo-Wschodniej i Australazji; bardzo rzadko w Nowej Zelandii. Ma czarny dziób i czerwonobrązowe nogi.                                                                                      |